# Белтон Янгблад Купер
Белтон Янгблад Купер (англ. Belton Youngblood Cooper; 4 жовтня 1917 року, Хантсвілл, штат Алабама — 26 травня 2007, Бірмінгем, штат Алабама) — американський військовий мемуарист.
Під час Другої світової війни — офіцер зв'язку Третьої бронетанкової дивізії США, учасник боїв у Франції. Після війни закінчив Мічиганський університет, працював морським інженером, очолював комісію з освіти Товариства інженерів Алабами (англ. Alabama Society Professional Engineers).
Знаний книгою спогадів «Смертельні пастки. Виживання американської бронетанкової дивізії у Другій світовій війні» (англ. Death Traps: The Survival of an American Armored Division in World War II; 1998), що не тільки є живою та цікавою розповіддю про будні американських солдатів, а й розбирає недоліки та переваги американської та німецької військової техніки часів Другої світової війни.